# 이현승 (영화 감독)
이현승(1961년 8월 18일 ~ )은 대한민국의 영화 감독이자 각본가, 영화 프로듀서이다.
홍익대학교 미술학부를 전공하였다. 1986년, 박철수와 박광수 영화 감독의 조감독으로 일하기 시작했다.

## 참여 작품

### 감독
- 시월애
- 푸른소금

### 각본
- 푸른소금

### 프로듀서
- 여섯 개의 시선
- 용서받지 못한 자 (2005년 영화)
- 푸른소금

### 기타
- 칠수와 만수
- 그들도 우리처럼
- 태양은 없다
- 나도 모르게
- 톱스타